# Brackenridgea
Brackenridgea é um género botânico pertencente à família Ochnaceae.

## Espécies
- Brackenridgea hookeri, (Planch.) A.Gray
- Brackenridgea palustris, Bartell